# Modern Combat: Sandstorm
Modern Combat: Sandstorm est un jeu vidéo de tir à la première personne développé par Gameloft Montréal et édité par Gameloft, sorti en 2009 sur iOS, webOS, Bada et Android.

## Accueil
- IGN : 8,3/10[1]
- Pocket Gamer  8/10[2]
- TouchArcade : 4/5[3]